# Franciszek Stekla
Franciszek Stekla (ur. 1889, zm. 1970) – polski duchowny adwentystyczny, w latach 1949–1953 przewodniczący Unii Zborów Adwentystów Dnia Siódmego w Polsce.

## Życiorys
Z zawodu był cieślą, mieszkał w Jaworze. Około 1912 roku otrzymał adwentową broszurkę od innego cieśli Jerzego Pieszki, pochodzącego ze Skoczowa. Po zapoznaniu się z broszurką przyjął poselstwo adwentowe i wkrótce został ochrzczony. Później został kaznodzieją. Między innymi w jego domu odbywały się nabożeństwa jaworskiej grupy adwentystów liczącej 12 osób.
Po II wojnie światowej wszedł w skład Rady Unii Zborów Adwentystów Dnia Siódmego w Polsce, zaś po ustąpieniu z funkcji przewodniczącego Jana Kulaka w styczniu 1949 objął funkcję przewodniczącego Unii Zborów Adwentystów Dnia Siódmego w Polsce, którą sprawował do 1953, kiedy został usunięty z urzędu pod naciskiem Urzędu do Spraw Wyznań. Gdy UdSW powołał nowe podporządkowane sobie władze Kościoła do roku 1957 funkcjonowała „podziemna” Unia Zborów Adwentystów Dnia Siódmego z Franciszkiem Steklą, popierana przez 80–85% wiernych.
W latach 1949–1956 był rozpracowywany przez UB.